# Иванов, Игнатий Кириллович
Игна́тий Кири́ллович Ивано́в (1859, Пирятин — 21 февраля 1886, Шлиссельбург) — русский революционер, народник, террорист.

## Биография
Родился в семье священника (по другим данным — офицера). Поступил в Киевский Императорский университет святого Владимира.
В Киеве увлёкся народническими идеями. Вошёл в состав революционного народнического кружка М. Р. Попова и стал его активным членом.
Арестован 25 февраля 1880 года с бомбой в руках. Судился в Киеве 12—26 июля 1880 года Киевским военно-окружным судом по делу кружка Попова-Буцинского. Приговорён к смертной казни, заменённой вечной каторгой. Прибыл на Карийскую каторгу в феврале 1881 года.
27 декабря 1881 года принимал участие в убийстве Петра Гавриловича Успенского — члена организации С. Г. Нечаева, политкаторжанина, заподозренного в предательстве.
В июле 1882 года перевезён в Петропавловскую крепость и заключён в Алексеевский равелин. В связи с явными признаками тяжёлого психического расстройства переведён в Казанскую психбольницу. В августе 1884 года вылечившегося из больницы перевели в Шлиссельбургскую крепость, куда он прибыл 12 октября 1884 года.
Умер психически больным в Шлиссельбургской крепости 21 февраля 1886 года.